# Japanisches Geißblatt
Das Japanische Geißblatt (Lonicera japonica) ist ein Strauch aus der Familie der Geißblattgewächse (Caprifoliaceae). Das natürliche Verbreitungsgebiet liegt in Japan, Korea und im Osten von China, die Art wurde in Europa, Afrika, Australien und Amerika eingebürgert. Sie wird aufgrund der dekorativen und stark duftenden Blüten häufig als Zierpflanze verwendet.

## Beschreibung

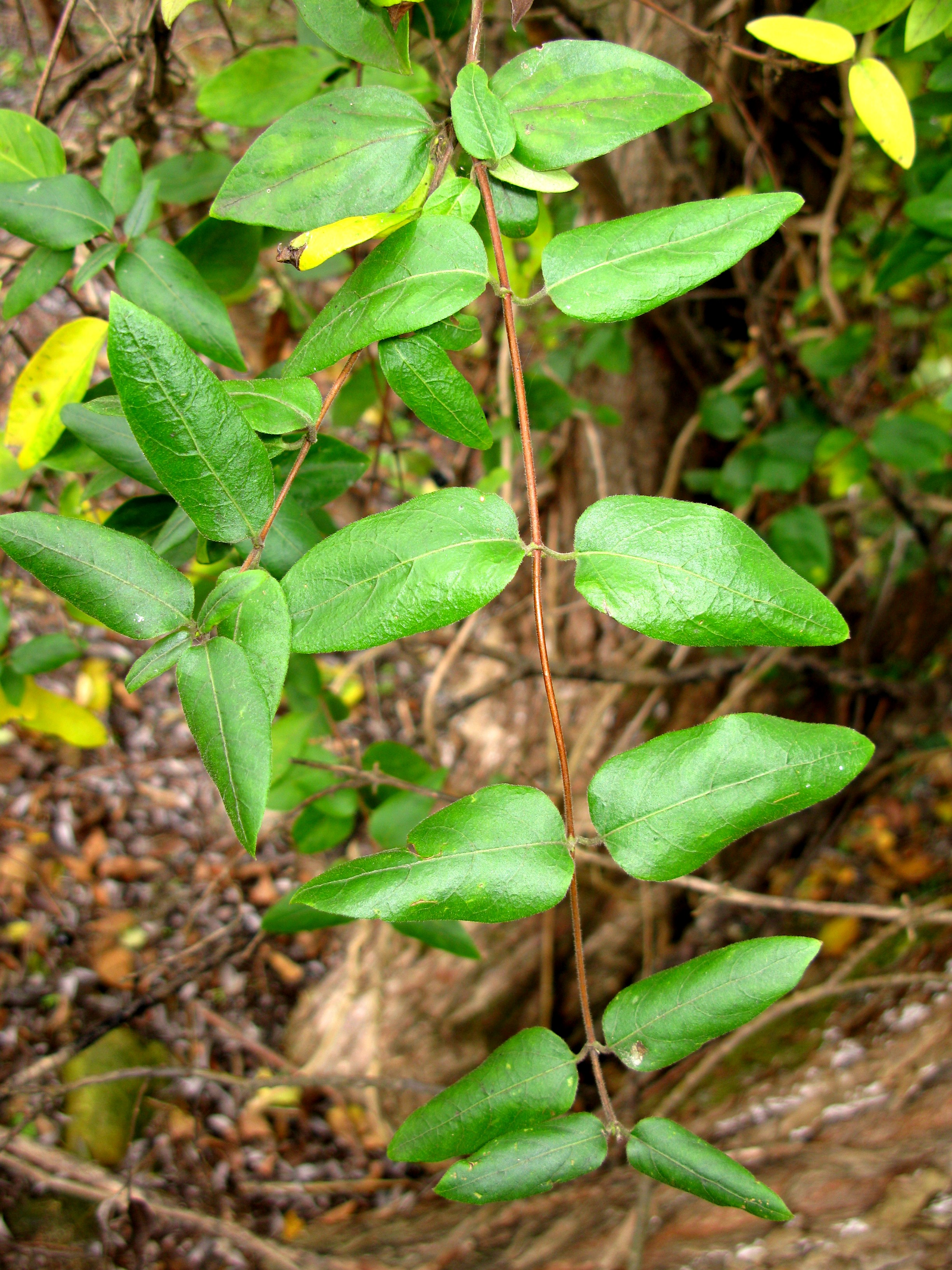
Blätter

Das Japanische Geißblatt ist ein immer- oder wintergrüner, rechtswindender oder niederliegender Strauch mit hohlen Ästen. Die Triebe sind dicht gelbbraun und teilweise drüsig behaart. Die Laubblätter haben einen 3 bis 8 Millimeter langen, dicht gelbbraun behaarten Stiel. Die Blattspreite ist einfach, eiförmig, länglich oder lanzettlich, 3 bis 8 Zentimeter lang und 1,5 bis 4 Zentimeter breit, mit spitzer oder zugespitzter Blattspitze, gerundeter oder mehr oder weniger herzförmiger Basis und bewimpertem, manchmal gewelltem Blattrand. Die Blattoberseite ist entlang der Blattadern behaart, die Unterseite spärlich bis dicht behaart.

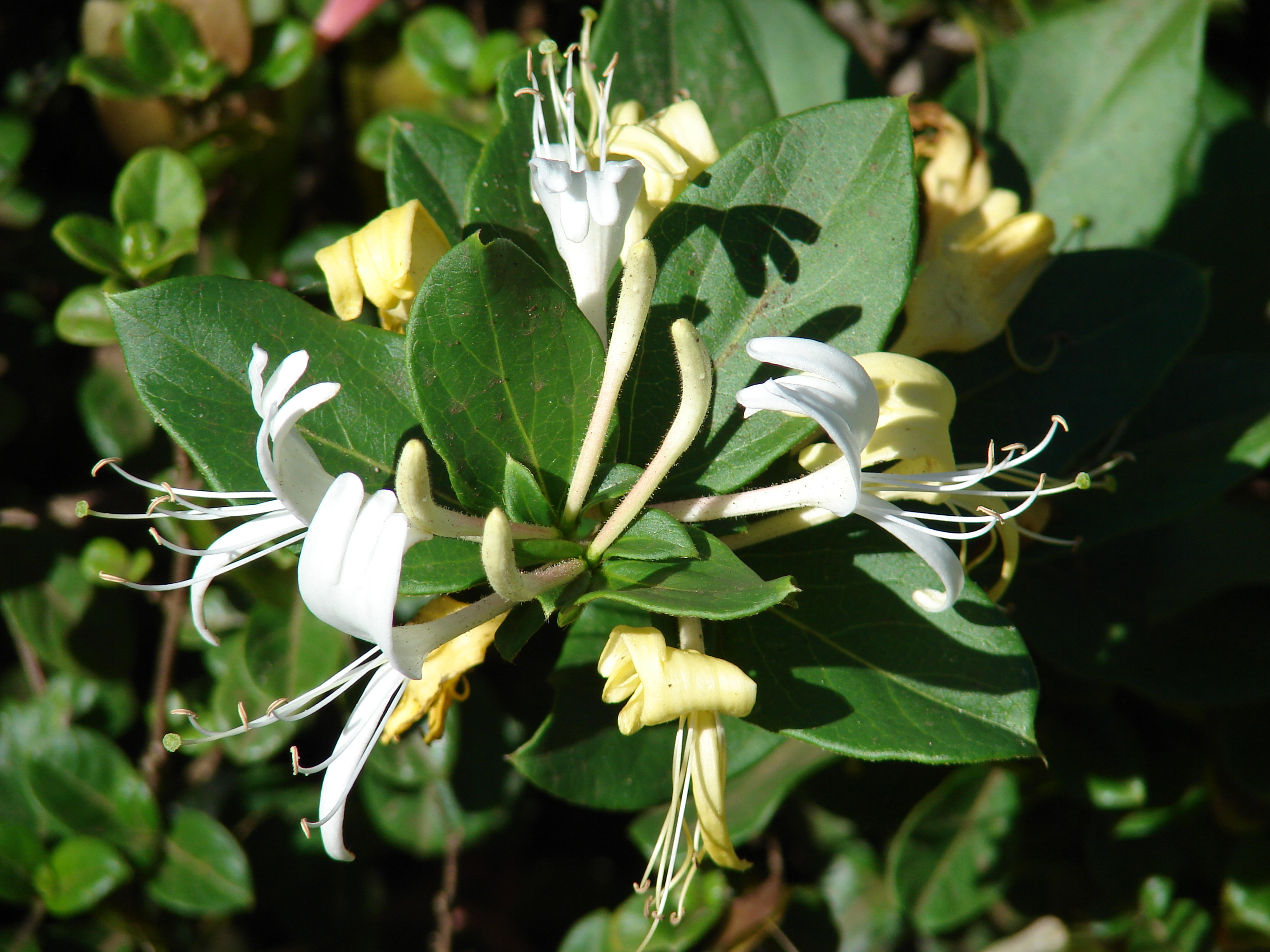
Blüten

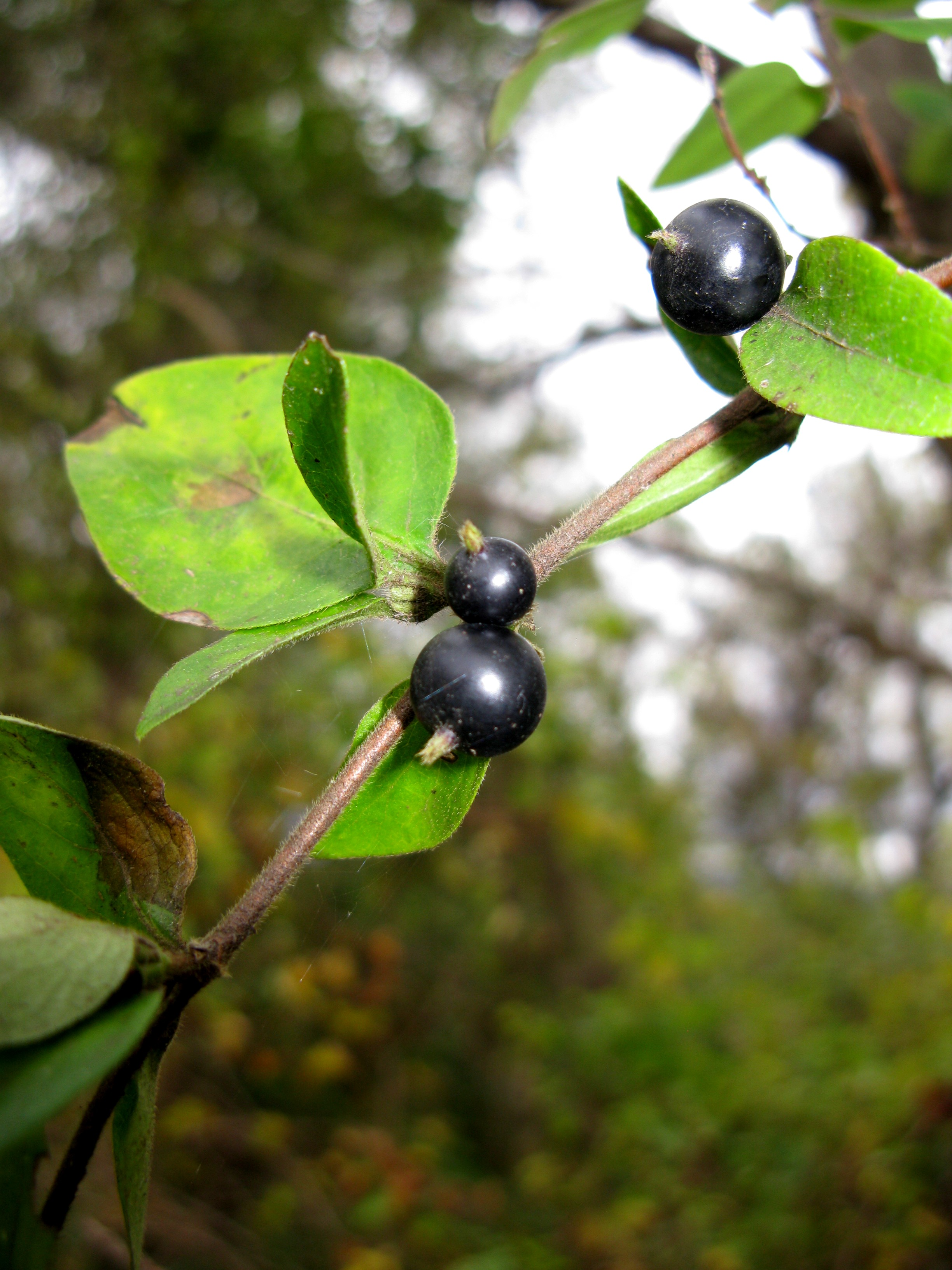
Beeren

Die stark duftenden, zwittrigen Blüten wachsen achselständig in sitzenden Paaren auf einem 2 bis 6 Millimeter langen Blütenstandsstielen, die zu den Zweigspitzen hin kürzer werden. Die blattartigen Tragblätter sind eiförmig bis elliptisch und 1 bis 3 Zentimeter lang. Die kleinen Vorblätter sind etwa 1 Millimeter lang, behaart und haben eine bewimperte, abgerundete oder gestutzte Spitze. Die Kelchlappen sind dreieckig, etwa 1–2 Millimeter lang, spitz und auf der Unterseite und entlang des Blattrands dicht behaart. Die Blütenkrone ist zweilippig, weiß und später gelb oder purpurn außen und weiß innen, etwa 3 bis 5 Zentimeter lang, behaart mit dazwischenliegenden langen Drüsenhaaren. Die Kronröhre ist 1,5 bis 3 Zentimeter lang und an der Basis nicht gewölbt. Die obere Lippe ist unregelmäßig vierfach gelappt, die Lappen sind 2 bis 8 Millimeter lang, die lange die Unterlippe ist zurückgebogen. Die langen, schlanken Staubblätter sind kahl und etwa gleich lang oder länger als die Blütenkrone. Der unterständige Fruchtknoten ist etwa 2 Millimeter lang im kahlen Blütenbecher. Der lange, schlanke Griffel mit kopfiger Narbe ist kahl und reicht bis zum Rand der Krone oder darüber hinaus. Es sind Nektarhaare unten in der Kronröhre vorhanden.
Als Früchte werden glänzende, runde, 6 bis 7 Millimeter durchmessende Beeren gebildet, die sich bei Fruchtreife schwarz färben. Die Samen sind braun, eiförmig, oder elliptisch und etwa 3 Millimeter lang. Das Japanische Geißblatt blüht von April bis Juni, die Früchte reifen von Oktober bis November.
Die Chromosomenzahl beträgt 2n=18.

## Verbreitung
Das natürliche Verbreitungsgebiet liegt in der gemäßigten Zone Asiens in Japan im Süden der Inseln Hokkaidō, auf Honshū, Kyushu und Shikoku, auf der Koreanischen Halbinsel, auf Taiwan und im Osten von China in den Provinzen Anhui, Fujian, Gansu, Guangdong, Guangxi, Guizhou, Hebei, Henan, Hubei, Hunan, Jiangsu, Jiangxi, Jilin, Liaoning, Shaanxi, Shandong, Shanxi, Sichuan, Yunnan und Zhejiang. In vielen Gebieten wurde die Art eingebürgert so in mehreren Teilen Europas, auf den Azoren und auf Madeira, in Südafrika, Australien, Neuseeland, den Vereinigten Staaten mit Hawaii und im Süden Südamerikas. Das Japanische Geißblatt wächst in Gebüschen und lichten Wäldern, auf Berghängen und entlang von Straßen, in China in Höhen von 800 bis 1500 Metern. Man findet es auf sauren bis alkalischen, humosen, sandig-lehmigen bis lehmigen, nährstoffreichen Böden an licht- bis halbschattigen Standorten. Die Art ist mäßig frosthart.
Es wurde aufgrund seines Ausbreitungspotenzials und der Schäden in den Bereichen Biodiversität, Gesundheit bzw. Ökonomie in die Schwarze Liste der invasiven Neophyten der Schweiz aufgenommen.

## Systematik
Das Japanische Geißblatt (Lonicera japonica) ist eine Art aus der Gattung der Heckenkirschen (Lonicera) in der Familie der Geißblattgewächse (Caprifoliaceae). Dort wird die Gattung der Unterfamilie Caprifolioideae zugeordnet. Die Art wurde 1784 von Carl Peter von Thunberg erstmals wissenschaftlich beschrieben. Der Gattungsname Lonicera erinnert an den deutschen Mathematiker, Arzt und Botaniker Adam Lonitzer (lateinisch Lonicerus). Das Artepitheton japonica verweist auf das Verbreitungsgebiet in Japan.
Es werden mindestens zwei Varietäten unterschieden:
- Lonicera japonica var. chinensis (Watson) Baker mit außen purpurfarbener und innen weißer Blütenkrone. Das Verbreitungsgebiet befindet sich in der chinesischen Provinz Anhui und möglicherweise auch in Guizhou und Zhejiang. Das Taxon wurde 1825 von William Watson als eigene Art Lonicera chinensis beschrieben, und von John Gilbert Baker 1871 als Varietät der Art Lonicera japonica zugeordnet.[9]
- Lonicera japonica var. japonica mit weißer und später gelb-weißer Blütenkrone.[10]

## Verwendung
Verschiedene Sorten des Japanischen Geißblatts werden häufig aufgrund der dekorativen und stark duftenden Blüten als Zierpflanzen verwendet, darunter:

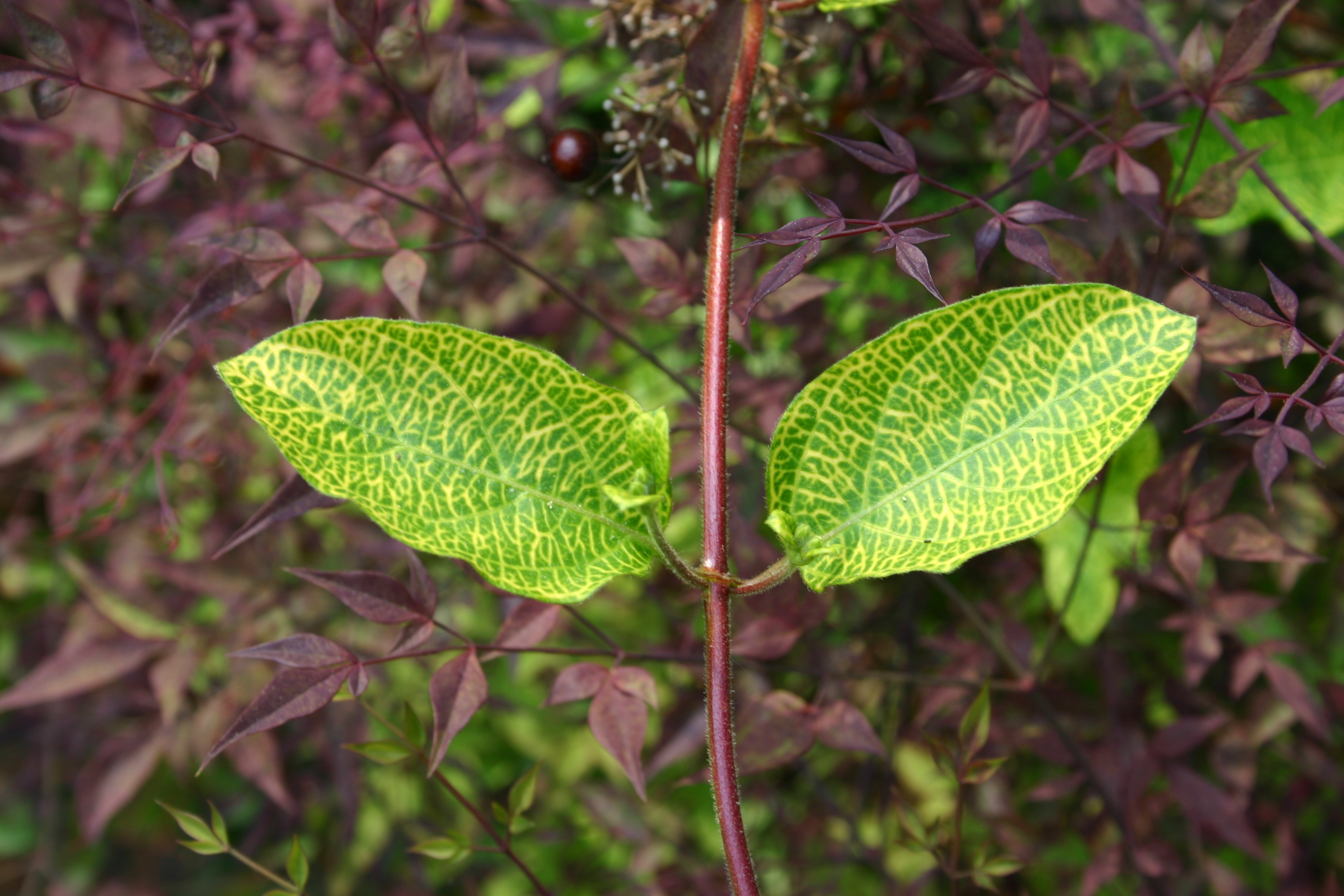
Blätter der Sorte 'Aureoreticulata'

- 'Aureoreticulata' mit stark verzweigtem, buschigem, 2 bis manchmal 4 Meter hohem Wuchs. Die Blätter haben eine auffallende hell- oder zitronengelbe Aderung. Die Blüten sind wenig zahlreich und weiß.
- 'Dart's Acumen' mit starkem, rasch den Boden bedeckenden Wuchs. Die Blätter sind elliptisch, die Blüten weiß und leicht rot überlaufen und im Verblühen gelb. In Mitteleuropa blüht die Sorte von Juni bis September.
- 'Halliana' mit starkem, 4 bis 5 Meter hohem Wuchs. Die Blätter sind dunkelgrün, die Blüten zahlreich, weiß und im Verblühen hellgelb.

Im Juni 2020 veröffentlichten Forscher der Universität Mainz eine Studie, nach der ein Inhaltsstoff des Japanischen Geißblatts möglicherweise gegen Erkrankungen an Sars-CoV-2 (Covid-19) wirkt.